# 5692 Shirao
5692 Shirao este un asteroid din centura principală de asteroizi.

## Descriere
5692 Shirao este un asteroid din centura principală de asteroizi. A fost descoperit pe 23 martie 1992 la Kitami de Kin Endate și Kazuro Watanabe. El prezintă o orbită caracterizată de o semiaxă mare de 2,66 ua, o excentricitate de 0,18 și o înclinație de 11,9° în raport cu ecliptica.